# Tom Fritze
Tom Fritze (* 1965 in München) ist ein deutscher Autor.

## Leben und Werk
Tom Fritze machte sein Abitur in München, studierte anschließend Fine Arts & Graphic Arts in Los Angeles, sowie Journalismus an der Sorbonne in Paris. 1986 erhielt er einen Plattenvertrag bei dem Plattenlabel Teldec unter dem Pseudonym John Damon. Produziert und gefördert wurde Fritze von Thomas Fuchsberger, dem Sohn von Joachim Fuchsberger. Mit der Hitauskopplung X-tasy ging Fritze alias John Damon auf Deutschlandtour und hatte diverse Fernsehauftritte, u. a. bei Thomas Gottschalk in Na-so-was und Formel 1 mit Peter Illmann. Anfang der 90er Jahre gründete Tom Fritze die Werbeagentur Images, die er Mitte der 90er Jahre verließ, um als Kreativ-Direktor in verschiedenen Agentur-Networks in Düsseldorf, Frankfurt und Amsterdam zu arbeiten. Ende der 90er zog Fritze nach Venezuela, wo er eine Gokartbahn eröffnete. Vier Jahre darauf kehrte er zurück und arbeitete zunächst als Türsteher und Produktionsleiter beim Film, und später als Werbefilmregisseur, Drehbuchautor und Produzent. Fritze drehte auch Naturdokumentationen, u. a. Mystery of Nature für das ORF in Co-Produktion mit Greenlight Media, für die er auch konzeptionell an der Trickfilmserie SimsalaGrimm arbeitete. 2004 veröffentlichte Fritze seinen ersten Roman „Reldresal und das Geschick der Würfel“ im Goldmann Verlag.
Von 2005 bis 2008 zog Fritze nach China. Dort schrieb er an dem spirituellen Lebensratgeber „Endlich Glücklich!“, der 2010 im YOU!-Verlag auf den Markt kam. Während dieser Zeit arbeitete Fritze als Englisch- und Französischlehrer in einer Privatschule in Zhuhai in China. Dort heiratete er und kehrte 2009 wieder nach Deutschland zurück, wo er seither als freier Autor, Ghostwriter und Regisseur in München und Berlin lebt. 2011 veröffentlichte Fritze das Fachbuch „Quantenland“ im Arkana Verlag, in den Jahren 2012 und 2013 zeichnete er verantwortlich für zahlreiche Synchronbücher der TV-Serien Southpark, Futurama und Friday Night Lights, Jungle Junction, Goldfish is evil, Karate Kids u. a. 2014 veröffentlichte er „Hello, Mr. Rich“ als Co-Autor der Schweizer Prominenten Irina Beller im YOU-Verlag. 2015 wurde Fritzes zweiter Roman „Happy End, oder was“ fertiggestellt.

## Sachbücher
- als Ghostwriter: Endlich Glücklich! München: YOU! Verlag 2010
- mit Gerhard Klügl: Quantenland. München: Arkana Verlag 2011
- mit Irina Beller: Hello, Mr. Rich. München: YOU! Verlag 2014

## Romane
- 2004: Reldresal und das Geschick der Würfel. München: Goldmann 2004
- 2014: Happy End, oder was?! Berlin: ProBusiness Verlag 2015
- 2020: Glückskeks Wunderland München: Ziji Verlag 2020